# تكنت (إمكدال)
تكنت هي إحدى مشيخات المملكة المغربية، تتبع جغرافيا لإقليم الحوز وإداريًا لإمكدال. يقدر عدد سكانها بـ 2818 نسمة حسب الإحصاء الرسمي للسكان والسكنى لسنة 2004.